# Mario Gjurovski
Mario Ǵurovski (in macedone Марио Ѓуровски?; traslitterato anche come Mario Gjurovski; Belgrado, 11 dicembre 1985) è un allenatore di calcio ed ex calciatore macedone, di ruolo centrocampista.
È il figlio di Milko Gjurovski, allenatore ed ex calciatore. Nazionale macedone, ha giocato in Serbia, Ucraina e Thailandia.

## Palmarès

### Club

#### Competizioni nazionali
- Prva Liga Srbija: 1

Bežanija: 2005-2006
- Thai League 1: 1

Muangthong Utd: 2012